# Funchal
Pour les articles homonymes, voir Funchal (homonymie).
Funchal (prononcé en portugais : /fũˈʃaɫ/) est une ville portugaise, bordée par l'océan Atlantique, chef-lieu de l'île de Madère et de la région autonome de Madère (Portugal) regroupant les îles de l'archipel. Port d'escale situé sur la côte sud de l'île par 32° 37' 45" de latitude nord, et 16° 55' 20" de longitude ouest, c'est aussi la plus grande ville de l'île. La superficie de la ville est 76,25 km2, et elle compte 111 892 habitants (2011). Elle est administrativement divisée en dix communes (freguesia).

## Histoire

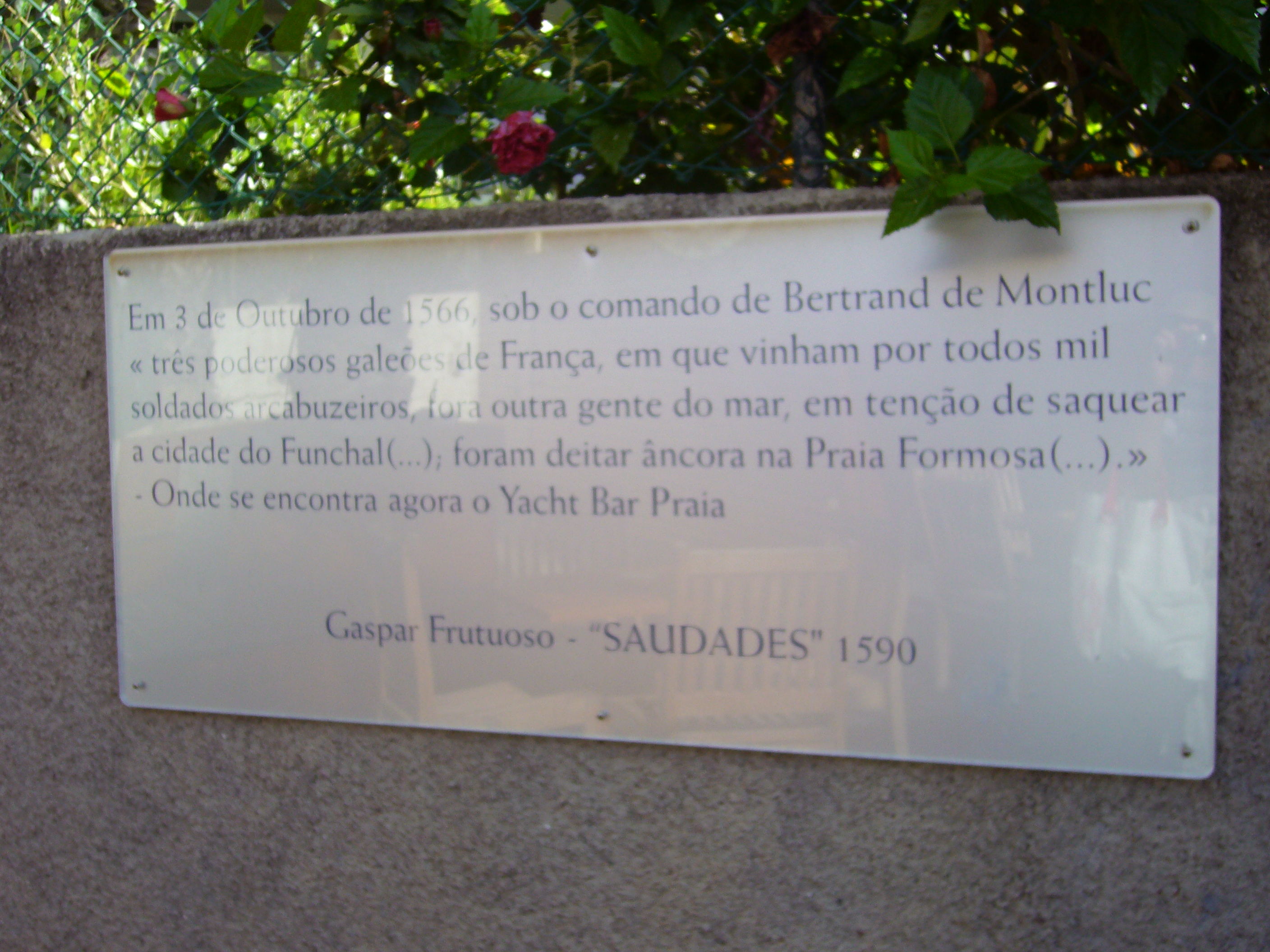
Plaque marquant le lieu où débarqua le flibustier Monluc

Fondée en 1421, elle est élevée au rang de ville en 1508 par le roi Manuel Ier.
Funchal vient du mot funcho qui signifie « fenouil » en portugais. En effet, lorsque les premiers Portugais découvrent l'île de Madère au XVe siècle, du fenouil sauvage pousse abondamment à l'emplacement de la ville actuelle.
Le diocèse de Funchal est créé le 12 janvier 1514, par la bulle papale Pro excellenti præeminentia du pape Léon X, à la suite de l'élévation de Funchal de vila au statut de cidade (« cité ») par le roi Manuel Ier (charte royale du 21 août 1508), ce diocèse étant dépendant de l'archidiocèse de Lisbonne.
Le 31 janvier 1533, le diocèse est élevé au titre d'archidiocèse, devenant ainsi durant près de vingt-deux ans le plus grand archevêché métropolitain du monde, avec pour dépendances les diocèses de l'Empire colonial portugais : Açores, Brésil, Afrique, Orient. Son premier (et unique) archevêque est D. Martinho de Portugal (avec le titre de primat).
La cathédrale de Funchal, aux lignes romano-gothiques, est construite à partir de 1514. Elle possède l'un des plus beaux plafonds du Portugal en bois originaire de l'île. La chaise dans le presbytère est en style flamand, avec des dorures du XVIIe siècle, avec quelques détails de style manuélin.
Le 3 juillet 1551, une nouvelle réorganisation des diocèses du Portugal et de son empire mettent fin à l'archidiocèse de Funchal, alors que celui-ci s'étend jusqu'à Goa (Inde), Angra do Heroísmo (Açores), le Cap-Vert, Sao Tomé-et-Principe, Salvador da Bahia (Brésil).
En 1566, en réponse aux actes de Pedro Menéndez de Avilés en Floride, la ville est attaquée par le flibustier Peyrot de Monluc, fils cadet de Blaise de Monluc, maréchal de France. Funchal est mise à sac, ses habitants massacrés, les églises pillées et les nonnes violées. Peyrot de Monluc est tué lors de la prise de la ville le 6 octobre,.
Du fait de sa position stratégique, le port et la ville de Funchal ont été attaqués durant la Première Guerre mondiale lors de la bataille de Funchal.
Depuis 1974 s'y tient la foire du livre de Funchal.

## Climat
Funchal bénéficie d'un climat de type méditerranéen à influence océanique. L'été est chaud et ensoleillé malgré la présence d'averses éparses par moments.
L'emplacement de l'île en plein océan Atlantique provoque des variations de températures peu marquées au cours de l'année : les températures en été varient en moyennes de 20 °C à 27 °C. Les fortes chaleurs peuvent arriver mais sont rares. Le vent souffle très souvent sur l'île, provoquant des difficultés lors du décollage et de l'atterrissage des avions de ligne à l'aéroport de Funchal (l'un des plus dangereux au monde).
L'hiver est extrêmement doux et humide, avec des températures comprises entre 13 °C et 19 °C en janvier et février. La pluie tombe principalement en hiver, mais de la bruine et des averses éparses peuvent survenir toute l'année.
La météo peut changer rapidement selon les vents. La température de l'océan à Funchal est 17 °C l'hiver et 23 °C l'été en moyenne. En raison de sa latitude subtropicale, l'île présente des hivers remarquablement doux, la neige étant inexistante sur la côte. Le climat se rapproche ainsi d'un climat tropical de savane. Le record de froid est de 7,4 °C. À midi, l'inclinaison du soleil varie entre 34° en décembre et 81° en juin.

Vue de Funchal depuis le pico dos Barcelos. Mars 2020.

| Mois                                | jan.  | fév.  | mars  | avril | mai   | juin | jui.  | août  | sep. | oct.  | nov. | déc.  | année |
| ----------------------------------- | ----- | ----- | ----- | ----- | ----- | ---- | ----- | ----- | ---- | ----- | ---- | ----- | ----- |
| Température minimale moyenne (°C)   | 13,1  | 12,8  | 13    | 13,4  | 14,6  | 16,5 | 18    | 18,9  | 18,9 | 17,6  | 15,6 | 13,9  | 15,5  |
| Température maximale moyenne (°C)   | 19,1  | 19,1  | 19,5  | 19,6  | 20,9  | 22,3 | 24,3  | 25,6  | 25,7 | 24,2  | 22   | 20    | 21,9  |
| Ensoleillement (h)                  | 167,4 | 171,1 | 204,6 | 225   | 213,9 | 198  | 244,9 | 260,4 | 225  | 204,6 | 168  | 164,3 | 2 447 |
| Précipitations (mm)                 | 103   | 87    | 64    | 39    | 19    | 12   | 3     | 3     | 37   | 75    | 101  | 100   | 643   |
| Nombre de jours avec précipitations | 12    | 11    | 6     | 8     | 5     | 3    | 1     | 2     | 6    | 9     | 11   | 13    |       |

## Démographie
| 1849   | 1900   | 1930   | 1960   | 1981    | 1991    | 2001    | 2011    |
| ------ | ------ | ------ | ------ | ------- | ------- | ------- | ------- |
| 29 403 | 43 375 | 68 030 | 98 113 | 112 746 | 115 403 | 103 961 | 111 892 |

## Municipalité et paroisses civiles

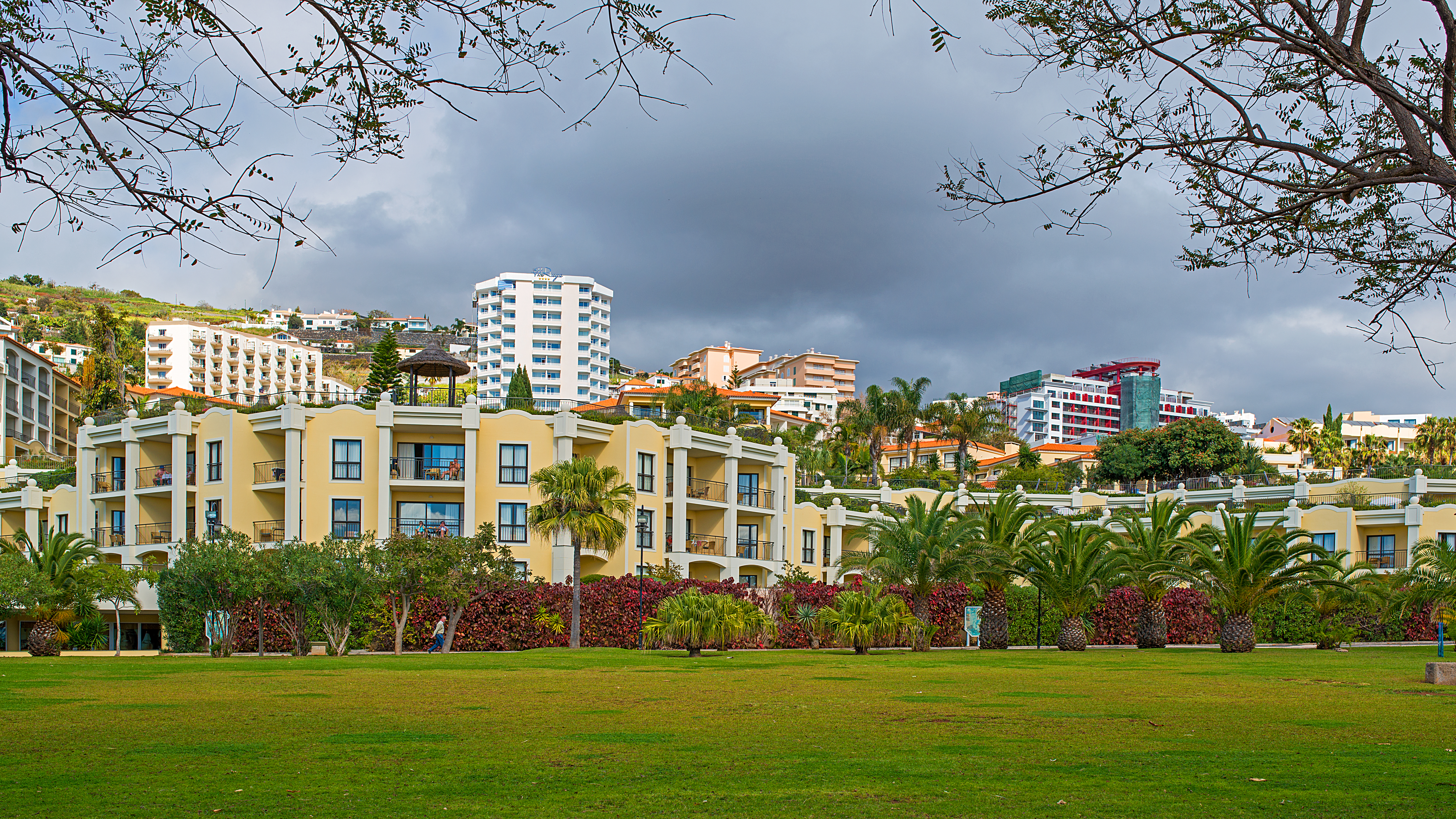
Le Lido (São Martinho).

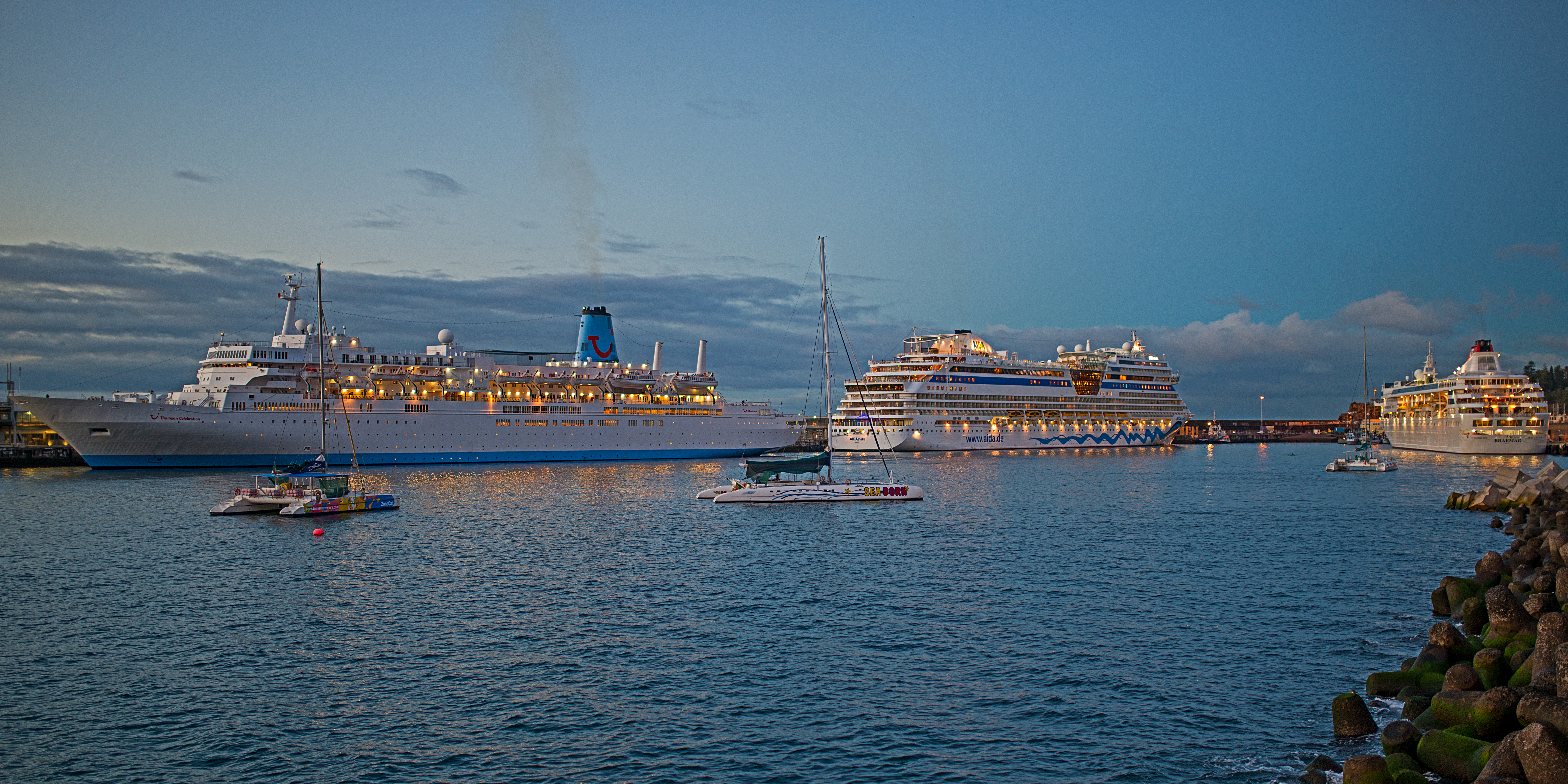
Le port de Funchal (Sé).

Funchal est à la fois ville (cidade) et municipalité (municipio). Elle possède une université, la plus récente du Portugal. Elle est composée de dix paroisses civiles (freguesia) :
- Imaculado Coração de Maria
- Monte
- Santa Luzia
- Santa Maria Maior
- Santo António
- São Gonçalo
- São Martinho
- São Pedro
- São Roque
- Sé

## Personnalités liées à la commune
- José Vicente Barbosa du Bocage (1823-1907), zoologiste et homme politique.
- Charles Ier d'Autriche (1887-1922), dernier empereur d'Autriche-Hongrie, en exil depuis 1921, décédé l'année suivante et enterré à Funchal, dans l'église Da Nossa senhora do Monte. Béatifié en 2004.
- Elisabeth de Bavière, impératrice d'Autriche (1837-1898) vint soigner ses nerfs malades à Funchal en 1860.
- Marcos Freitas (1988-), pongiste.
- Moises Henriques, joueur professionnel australien de cricket.
- Herberto Hélder (1930-2015), poète.
- Alberto João Jardim (1943-), président du gouvernement régional de Madère.
- Fátima Lopes (1965-), styliste.
- Marie-Amélie du Brésil, princesse fiancée à l'archiduc Maximilien d'Autriche, décédée à Funchal (1831-1853).
- João Gualberto de Oliveira (1788-1852), homme politique.
- Aires de Ornelas e Vasconcelos (1837-1880), archevêque de Goa en Inde.
- Artur de Sousa Pinga dit Pinga (1909–1963), footballeur.
- Ronalda, chanteuse.
- Cristiano Ronaldo (1985-), joueur de football.

## Incendies d’août 2016
Durant le mois d'août 2016, des incendies d'une grave ampleur ont touché l'île de Madère, principalement sur la côte sud.[réf. nécessaire] Ces incendies furent provoqués par une longue période de sécheresse avec des températures anormalement élevées et des rafales de vent à plus de 90 km/h.[réf. nécessaire] Funchal, plus grande ville de l'île, fut touchée. Des dizaines d'habitations partirent en fumée, des routes du centre-ville de la capitale furent bloquées et la fumée empêcha le trafic des avions à l'aéroport.
Le bilan de ces incendies fut de trois victimes, avec plus de 1 000 personnes évacuées, notamment des habitants et des touristes. Des pompiers provenant du Portugal continental et d'Espagne ont apporté leur aide aux pompiers madériens pour lutter contre ces incendies qui ont fait rage sur l'île.

## Photos

Arte de portas abertas ou fenêtres (Funchal)
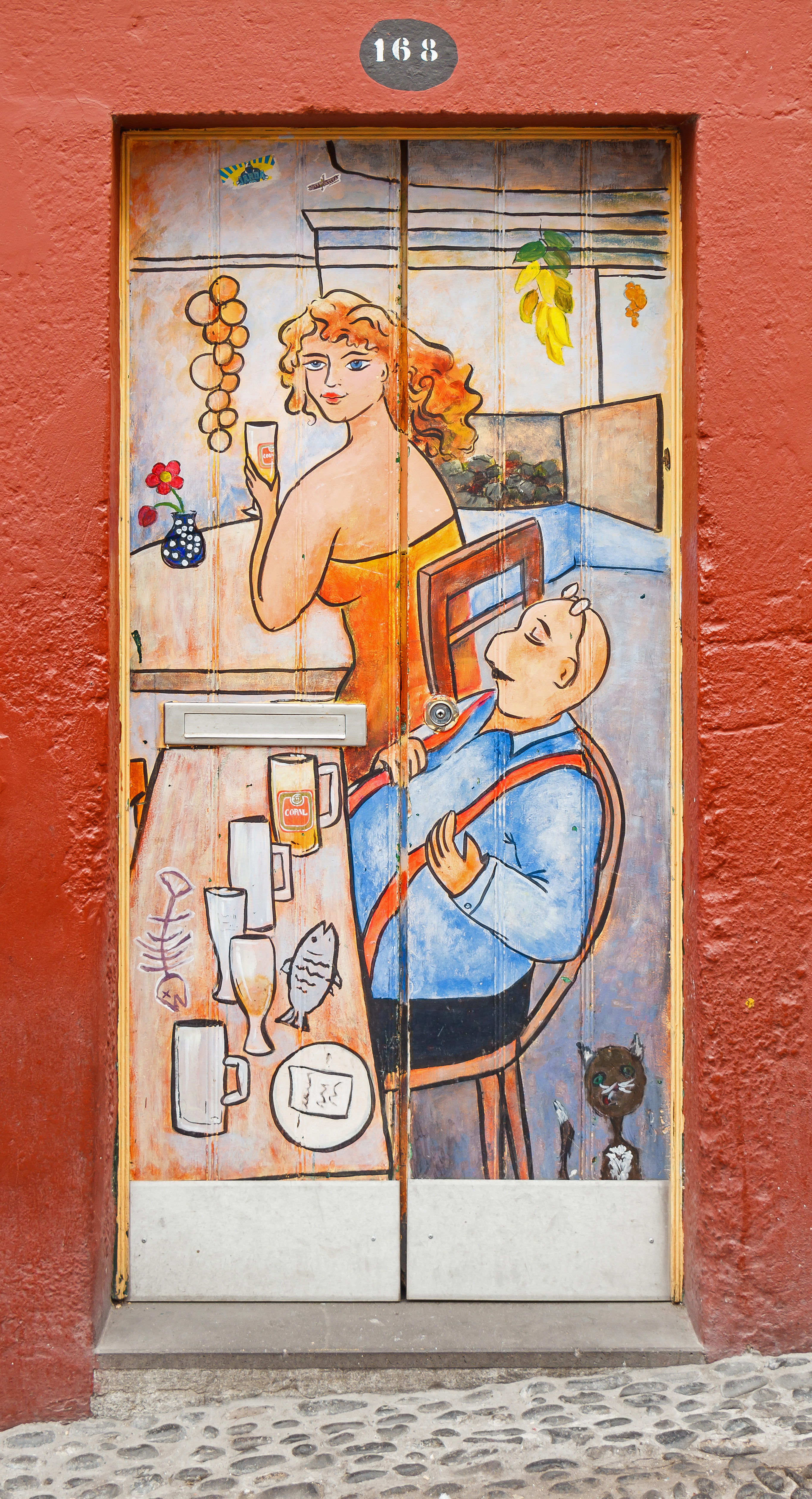
Dans le cadre de Arte de portas abertas (Funchal), rua de Santa Maria. Mars 2020.
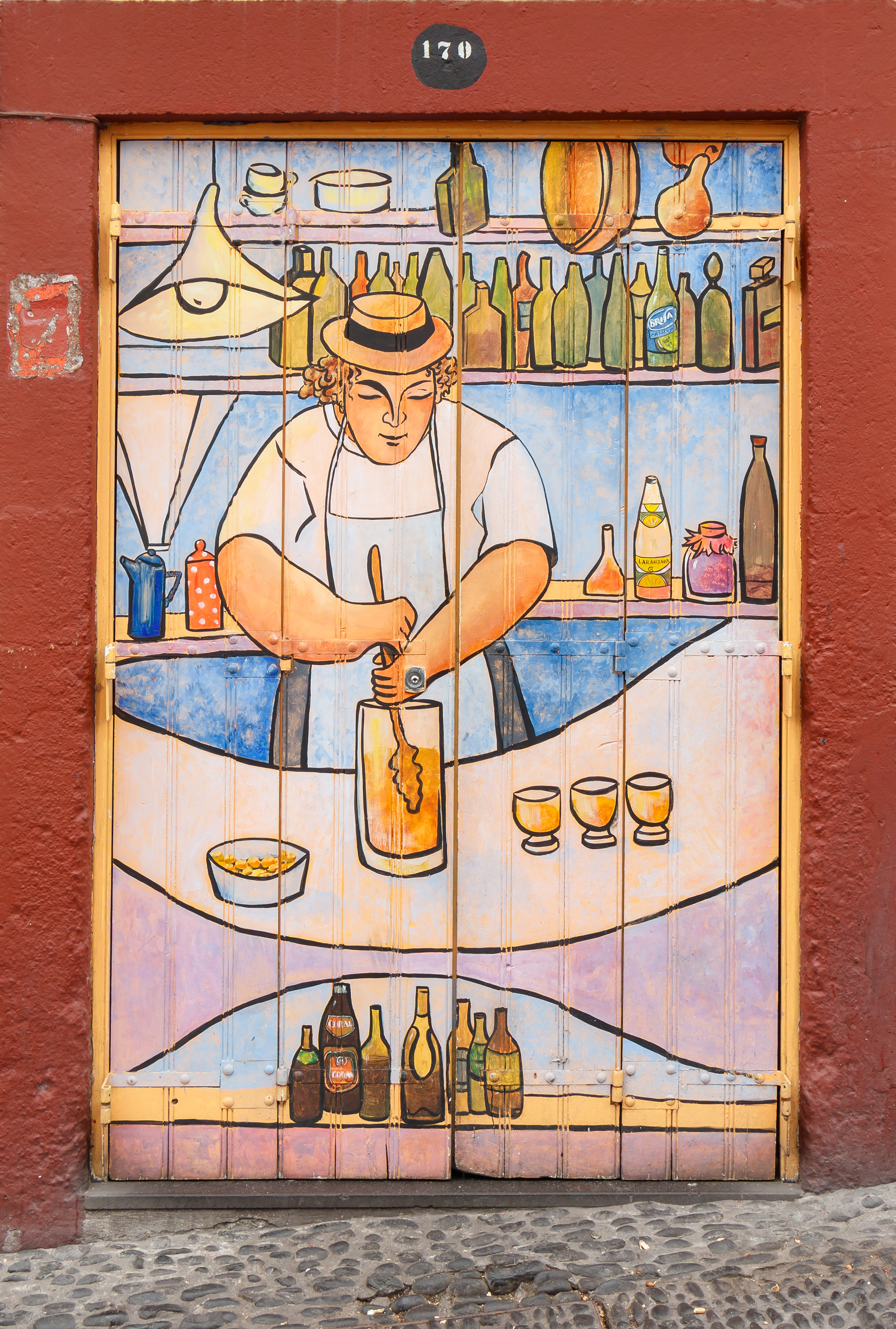
Dans le cadre de Arte de portas abertas, rua de Santa Maria, la préparation de la poncha. Mars 2020.
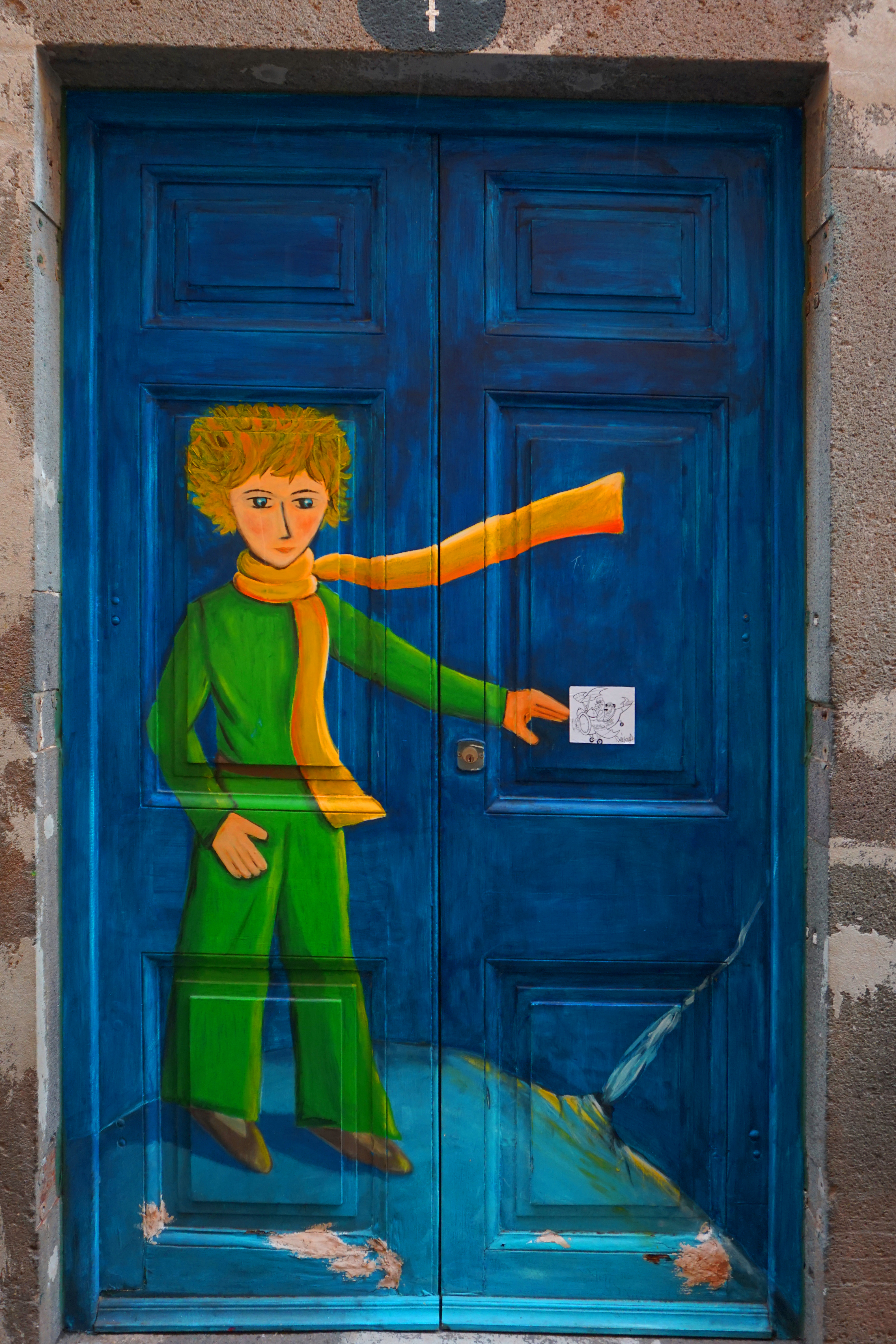
Le Petit Prince dans le cadre de Arte de portas abertas, rua de Santa Maria (2019).
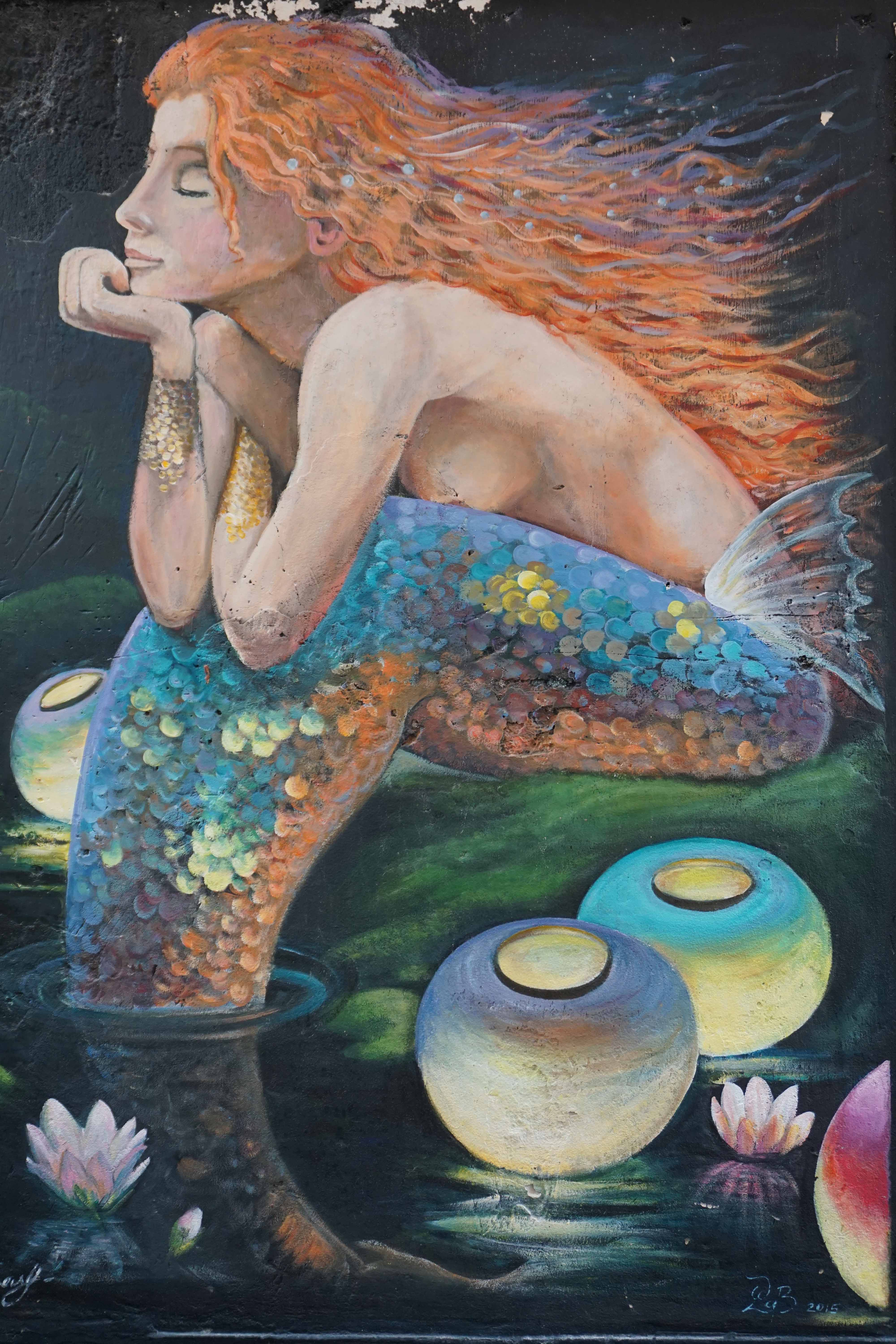
La Sirène dans le cadre de Arte de portas abertas, rua de Santa Maria (2019).
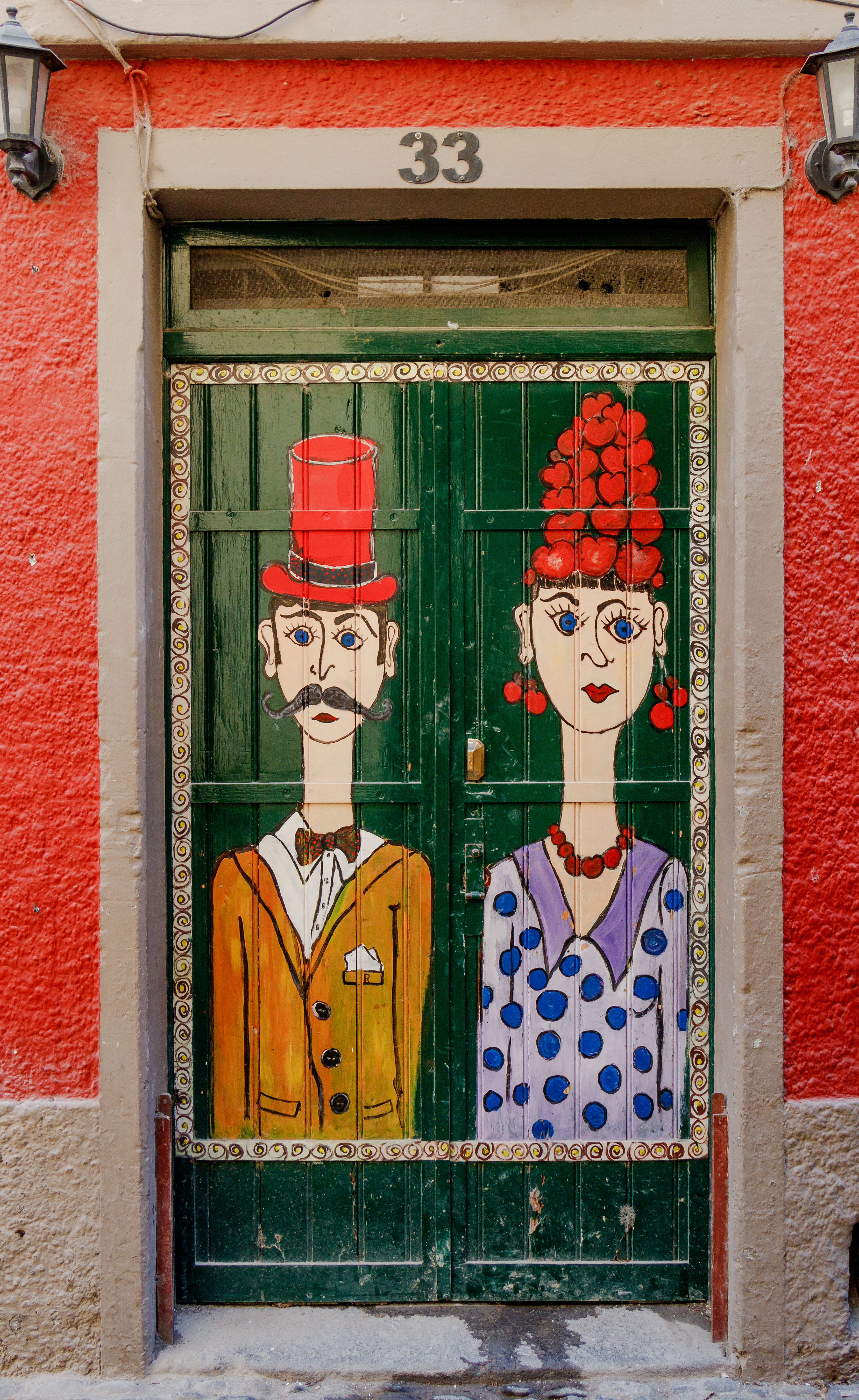
De même. Mars 2020.
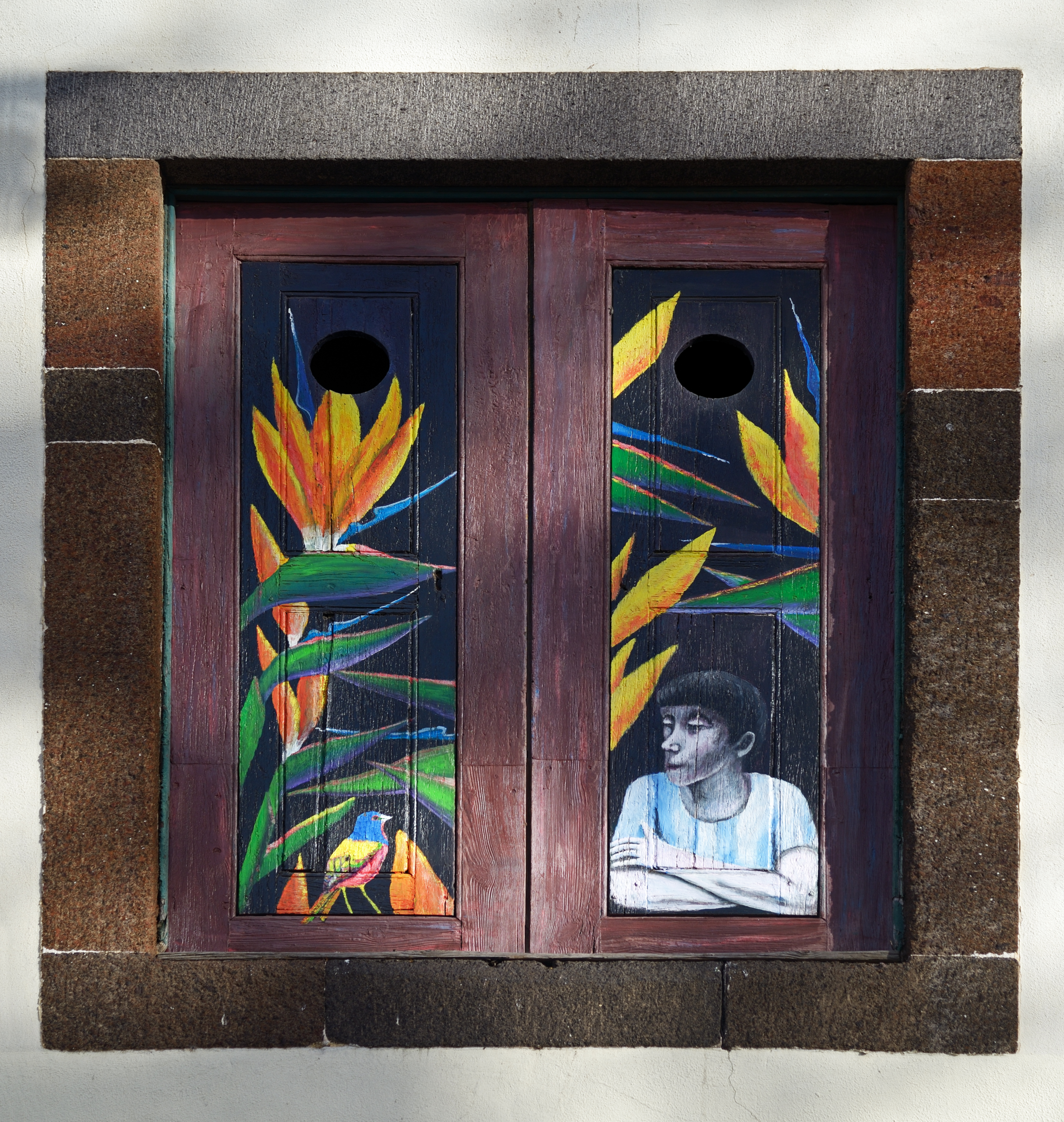
Fenêtre peinte, montrant un garçon et un oiseau, ainsi qu'un strelitzia. Janvier 2017.

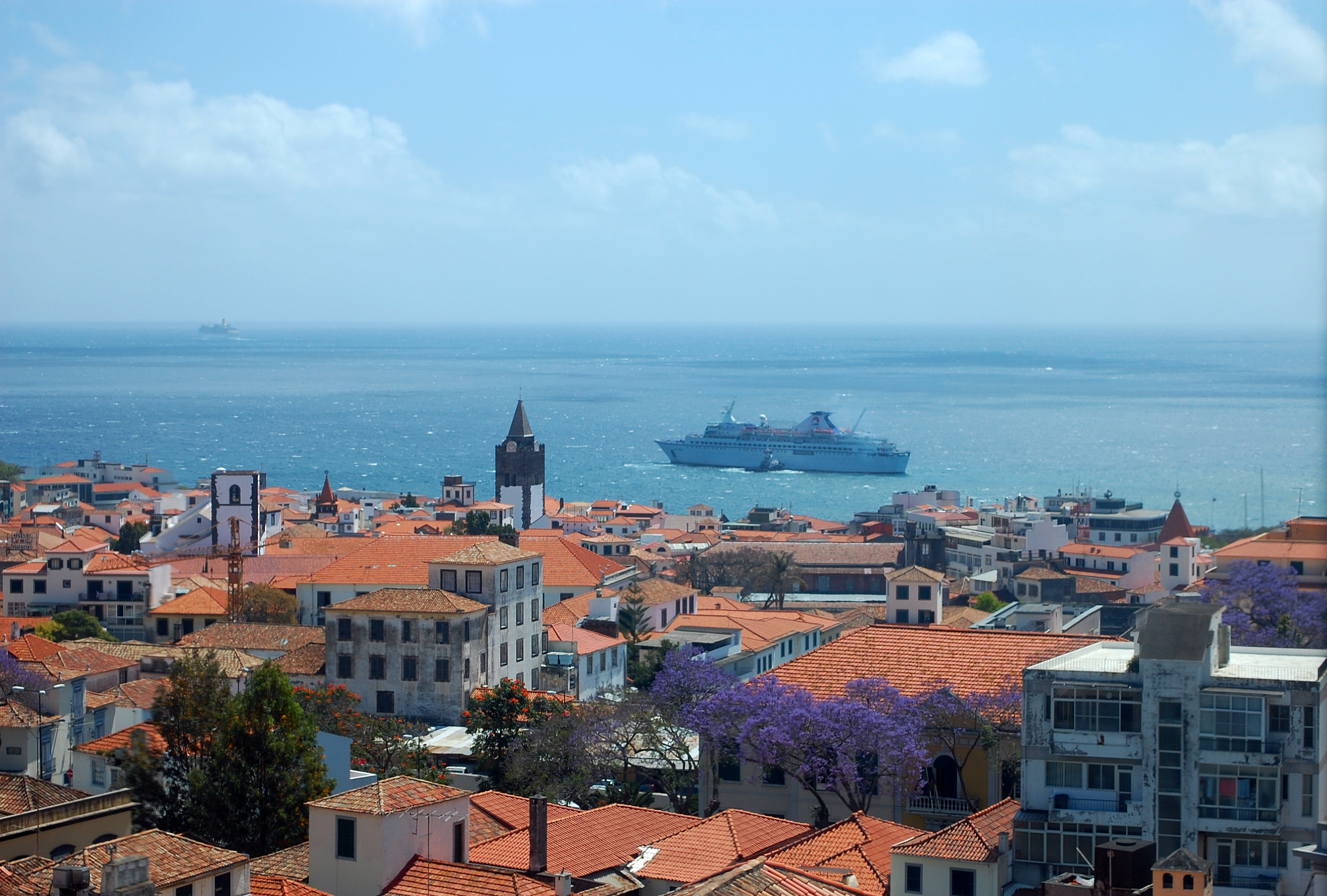
Vue depuis Largo das Cruzes
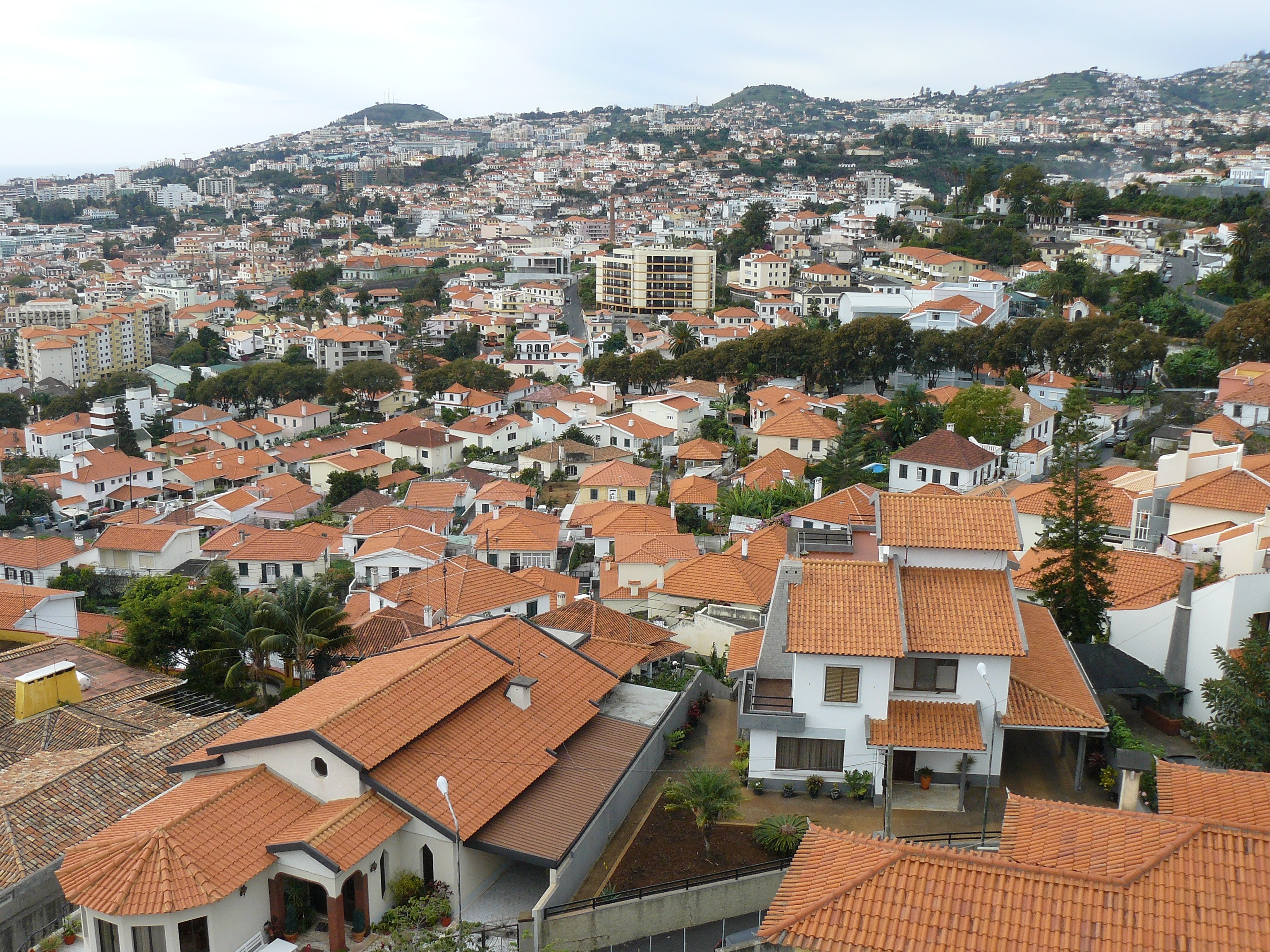
Vue depuis le téléphérique
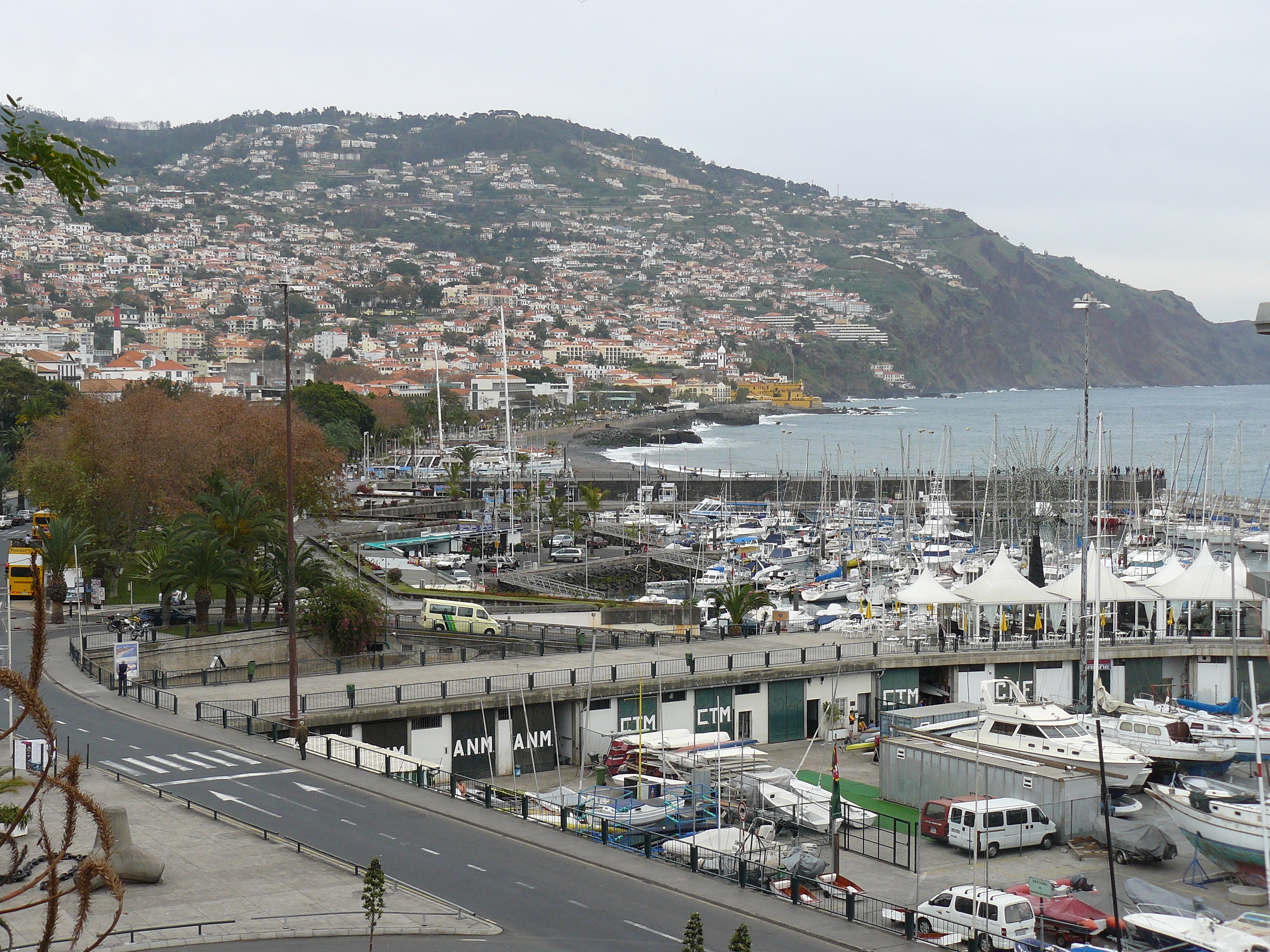
La marina depuis le parc Santa Catarina
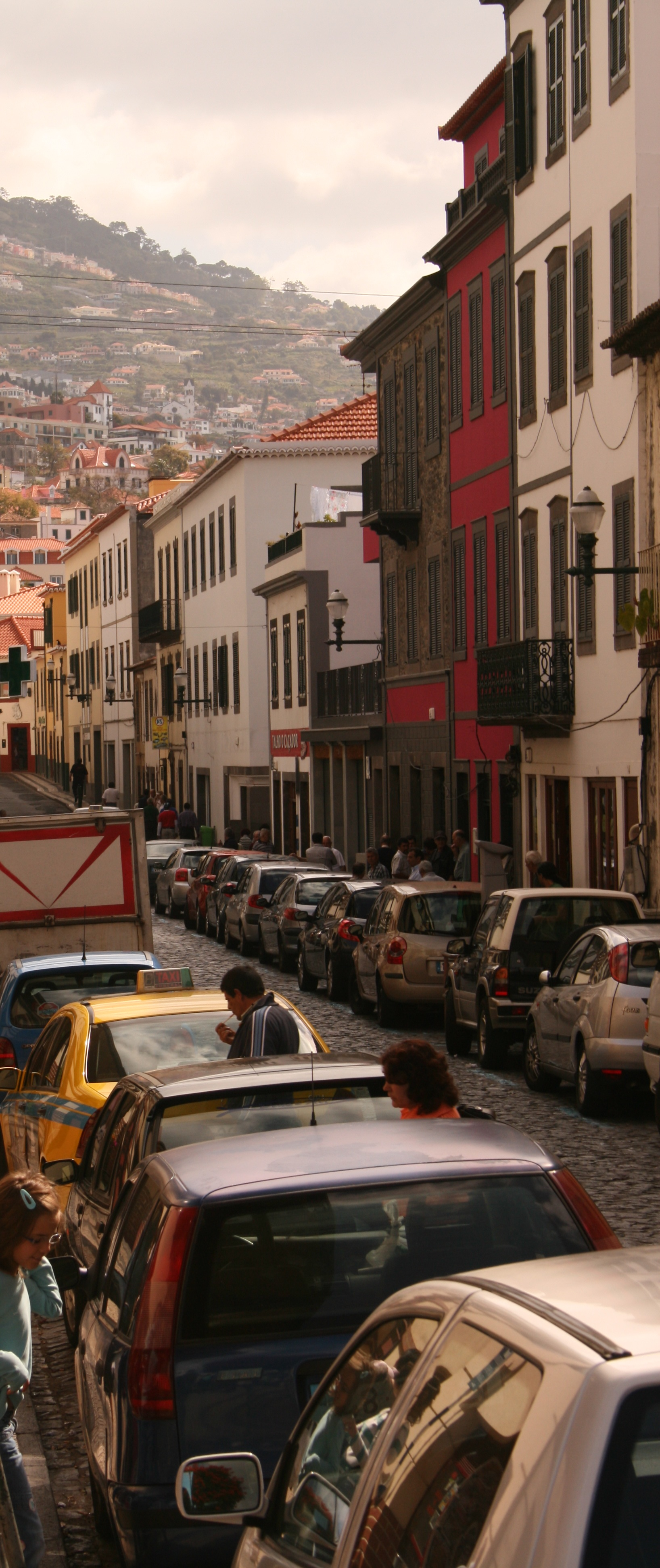
Rue de Funchal
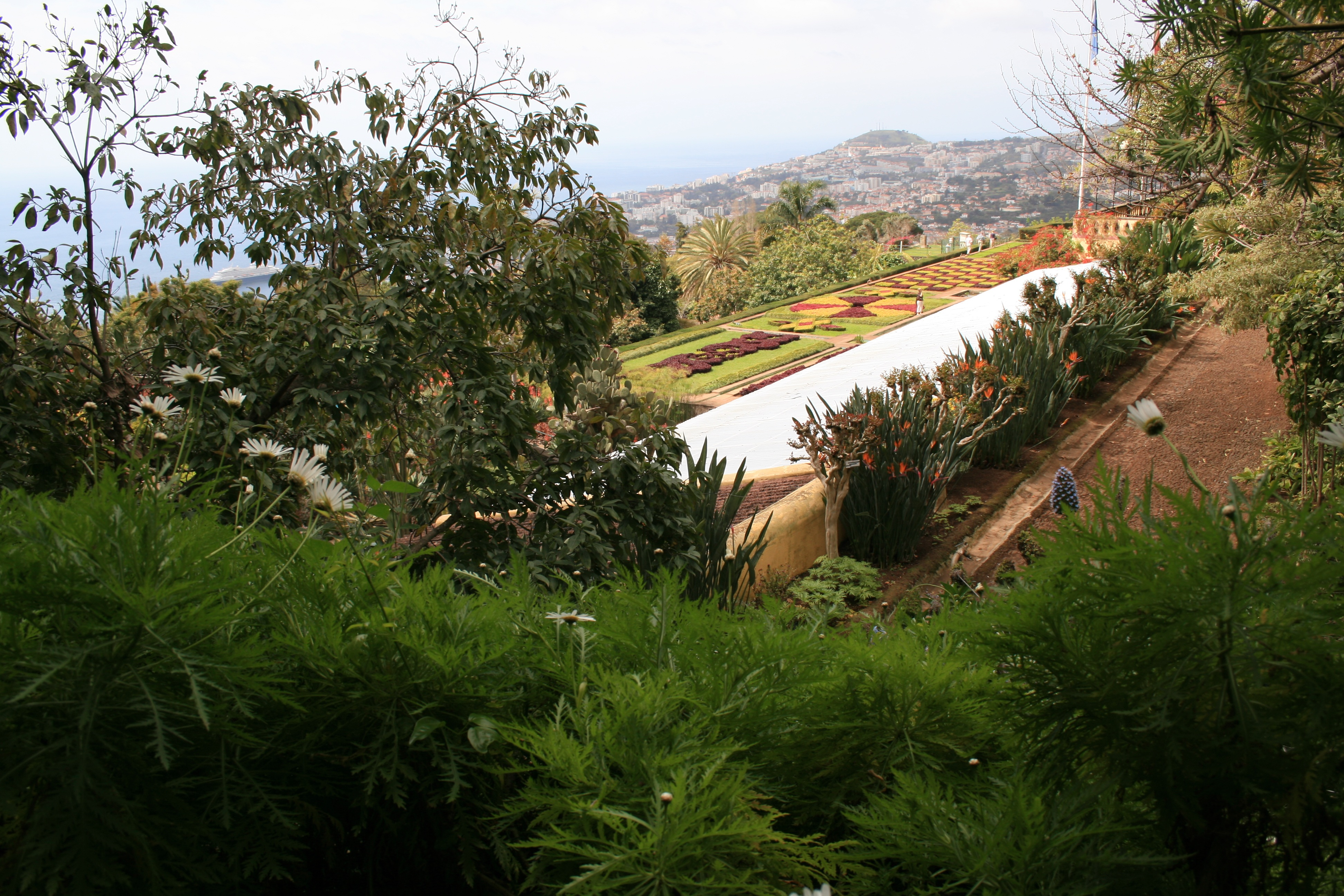
Le Jardin botanique
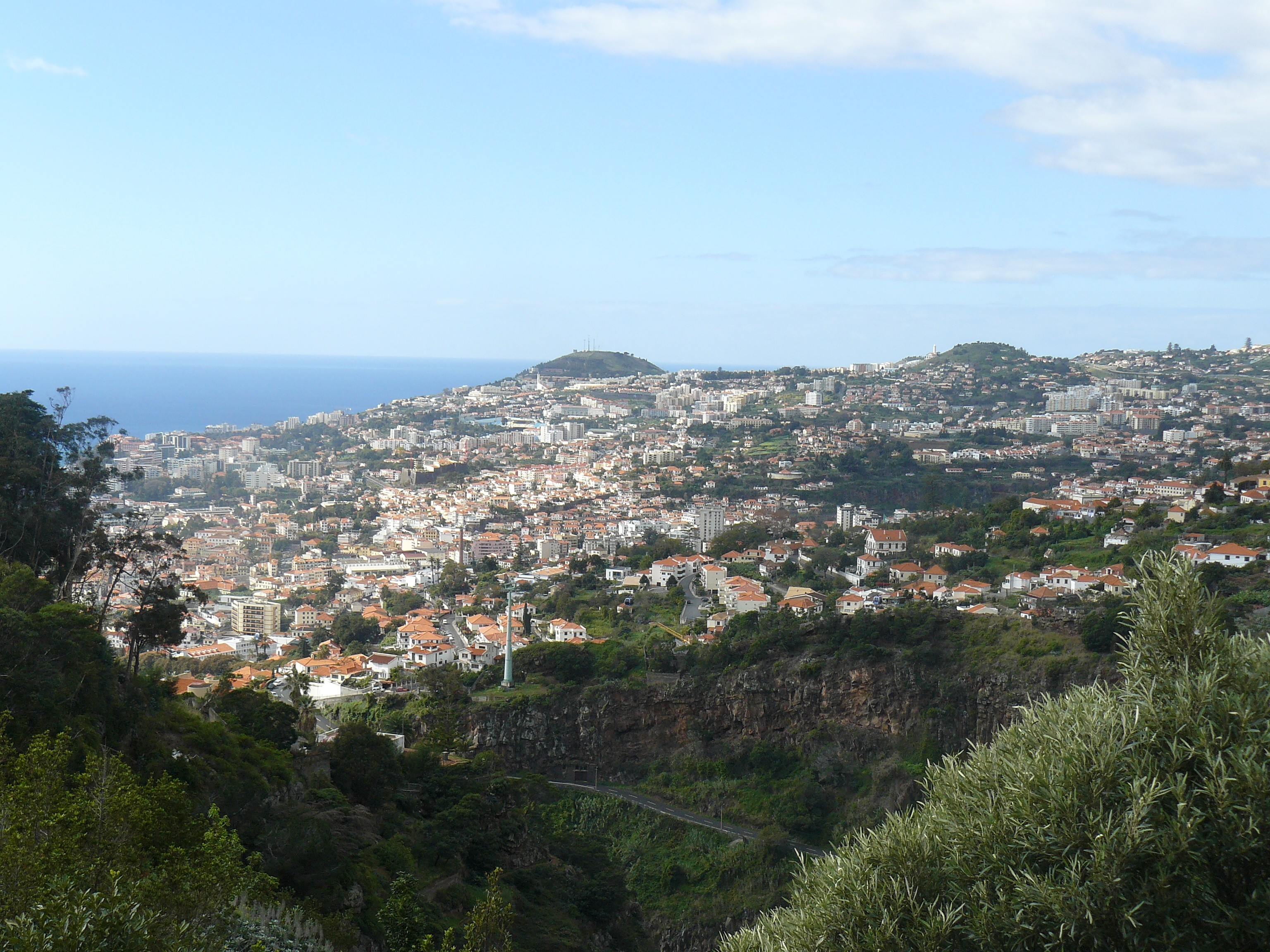
Vue depuis le Jardin botanique
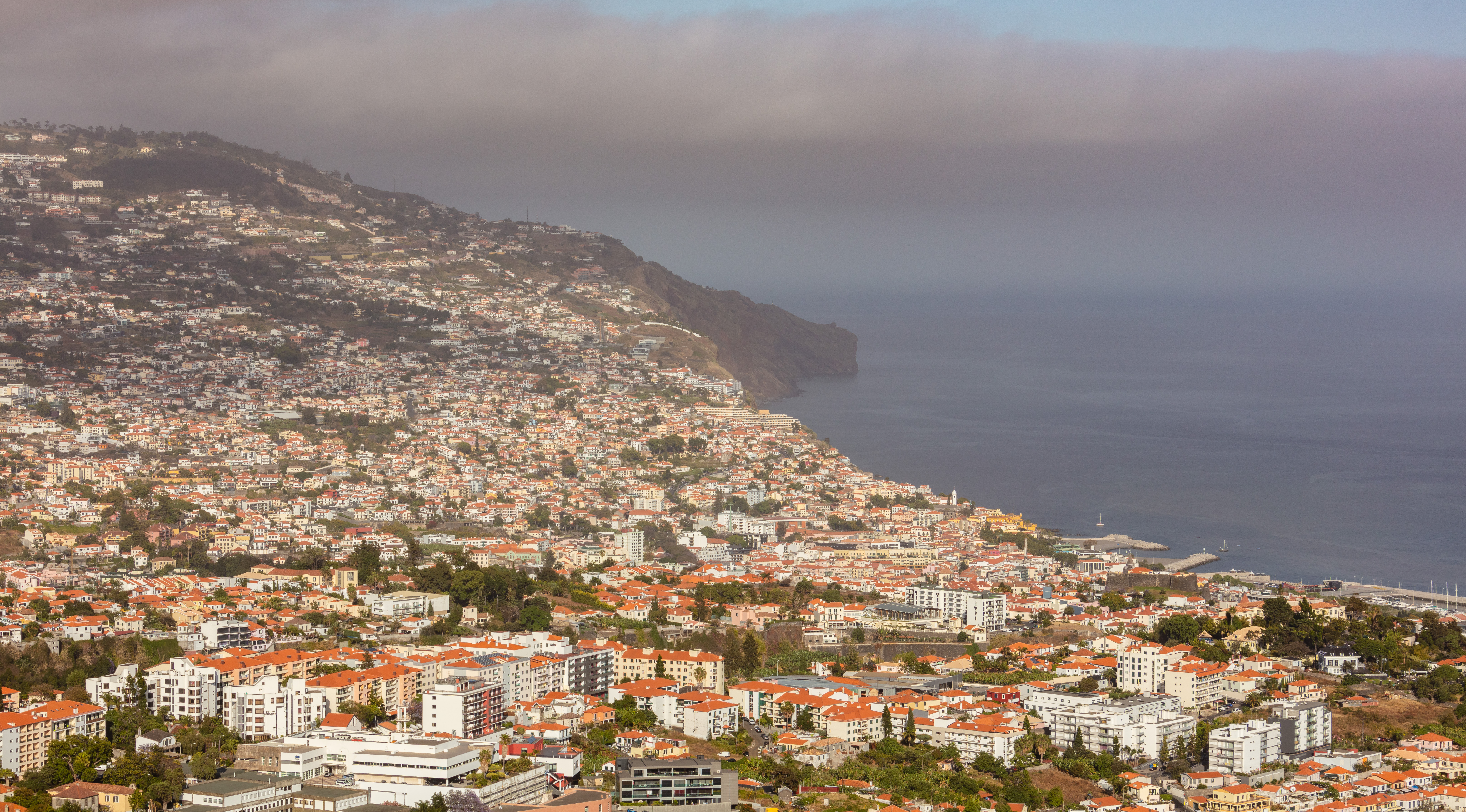
Vue depuis Pico dos Barcelos
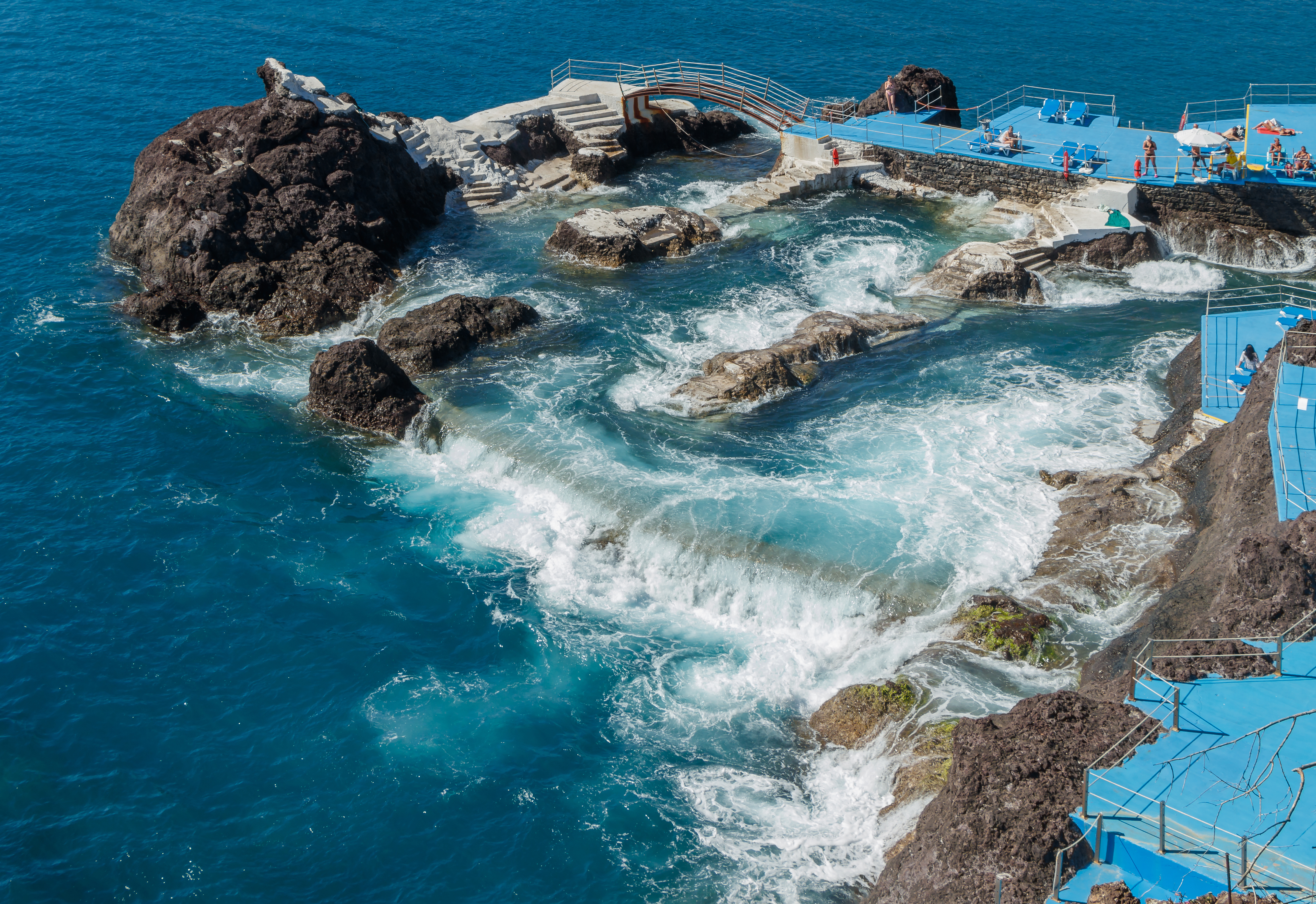
Piscine d'eau de mer Doca do Cavacas à São Martinho (Funchal). Mars 2020.
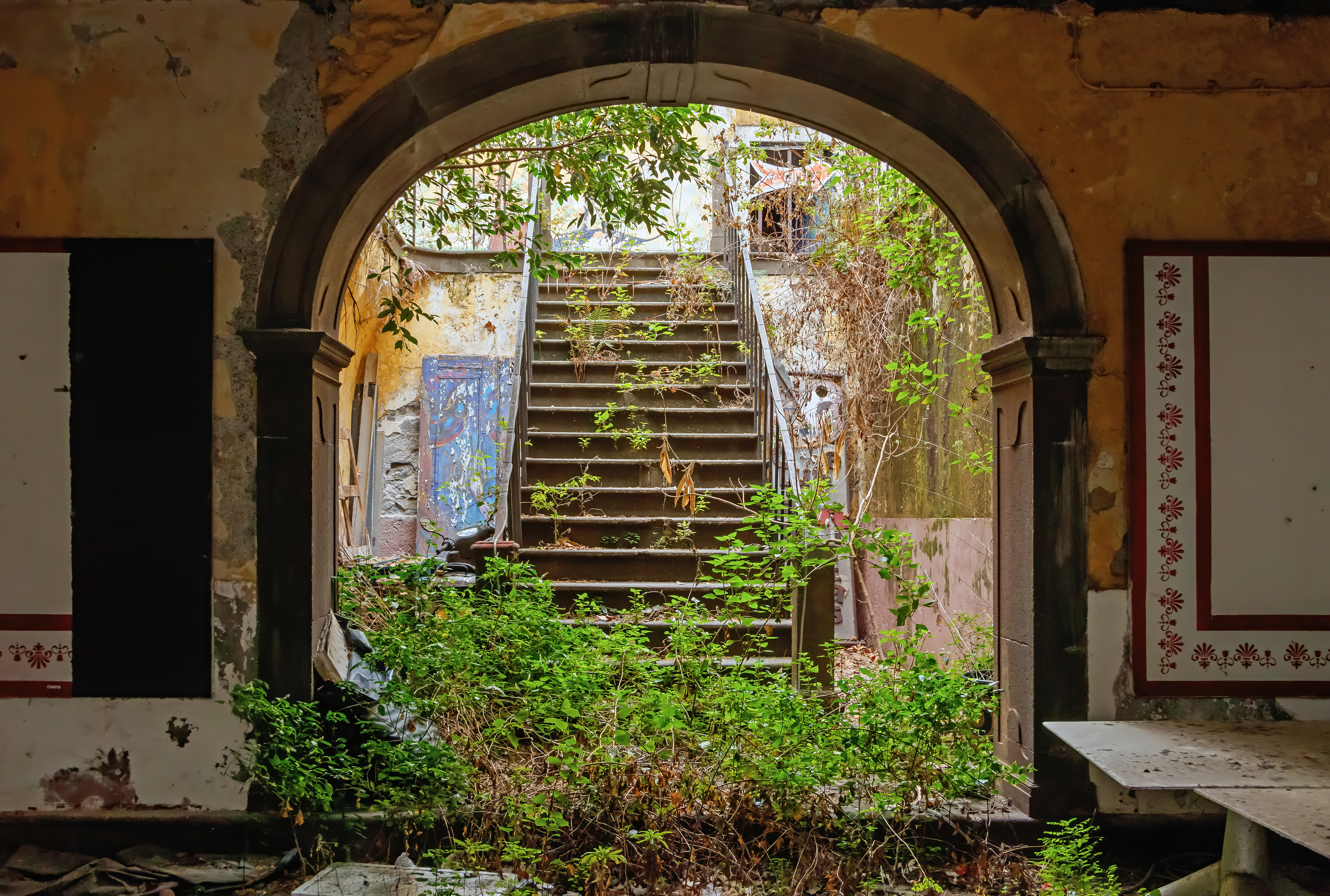
Ancien passage à Funchal. Mars 2020.
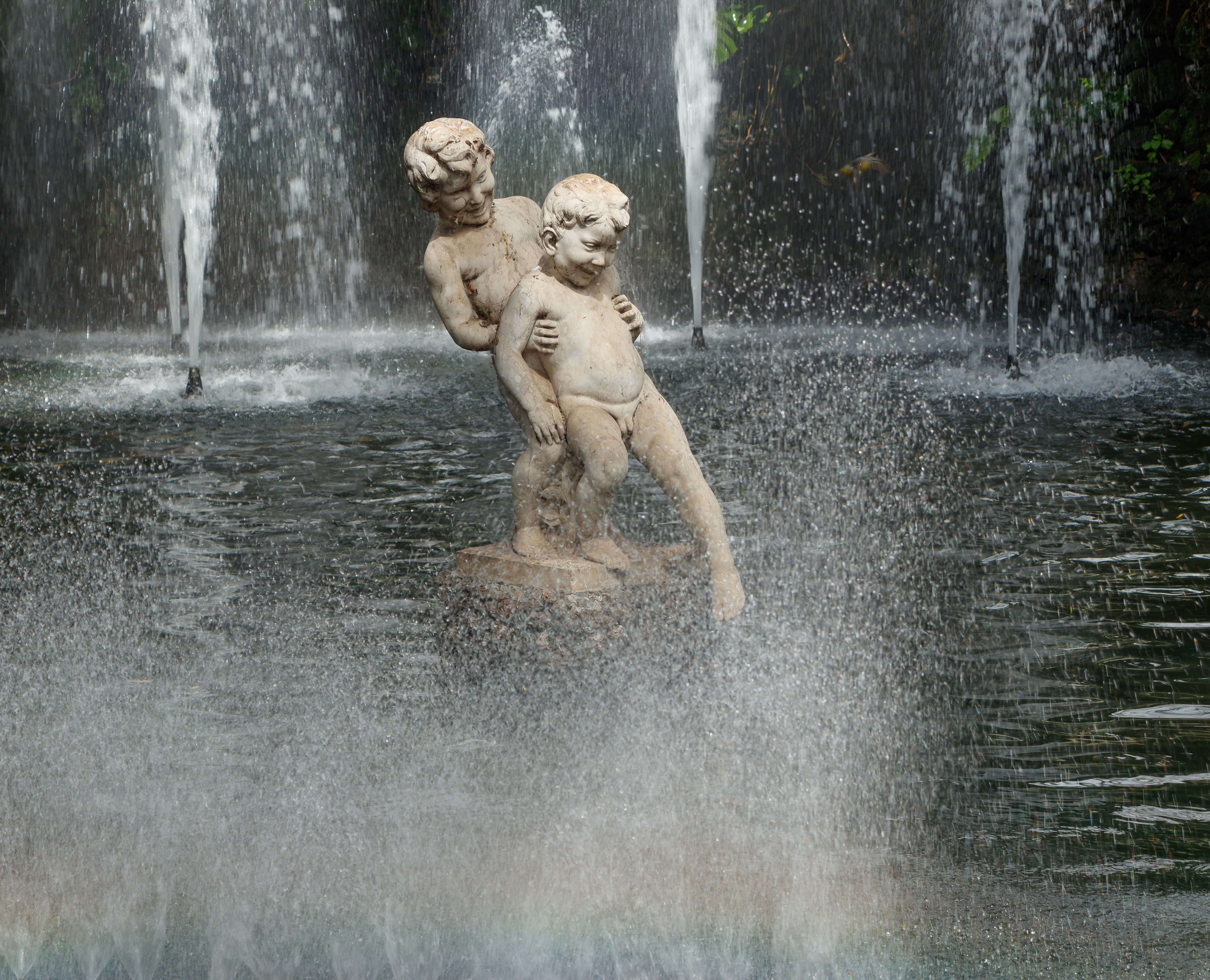
La statue de deux jeunes garçons dans des jeux d'eau au Jardin municipal de Funchal. Mars 2020.

## Monuments et lieux touristiques
- La cathédrale Notre-Dame-de-l'Assomption
- L'église Saint-Jean-l'Évangéliste et le collège des Jésuites.
- L'église Nossa Senhora do Monte
- L'hôtel de ville, XVIIIe siècle, avec sa tour panoramique, Praça du Municipio.
- L'ancien palais épiscopal de Funchal actuellement Musée d'Art Sacré, Praça du Municipio.
- L'église Saint-Pierre, Igreja de São Pedro, commencée en 1590 et rénovée en 1753 dans le style baroque.
- Le Couvent Santa Clara, Convento de Santa Clara, XVe siècle.
- La Chapelle du Corpo Santo dans la Zona Velha.
- Le casino de Madère réalisé par Oscar Niemeyer en 1979.
- Mercado dos Lavradores
- Musée de l'électricité
- Musée d'histoire naturelle de Funchal
- Musée CR7, ouvert le 15 décembre 2013 par le club SCP Portugal[7]

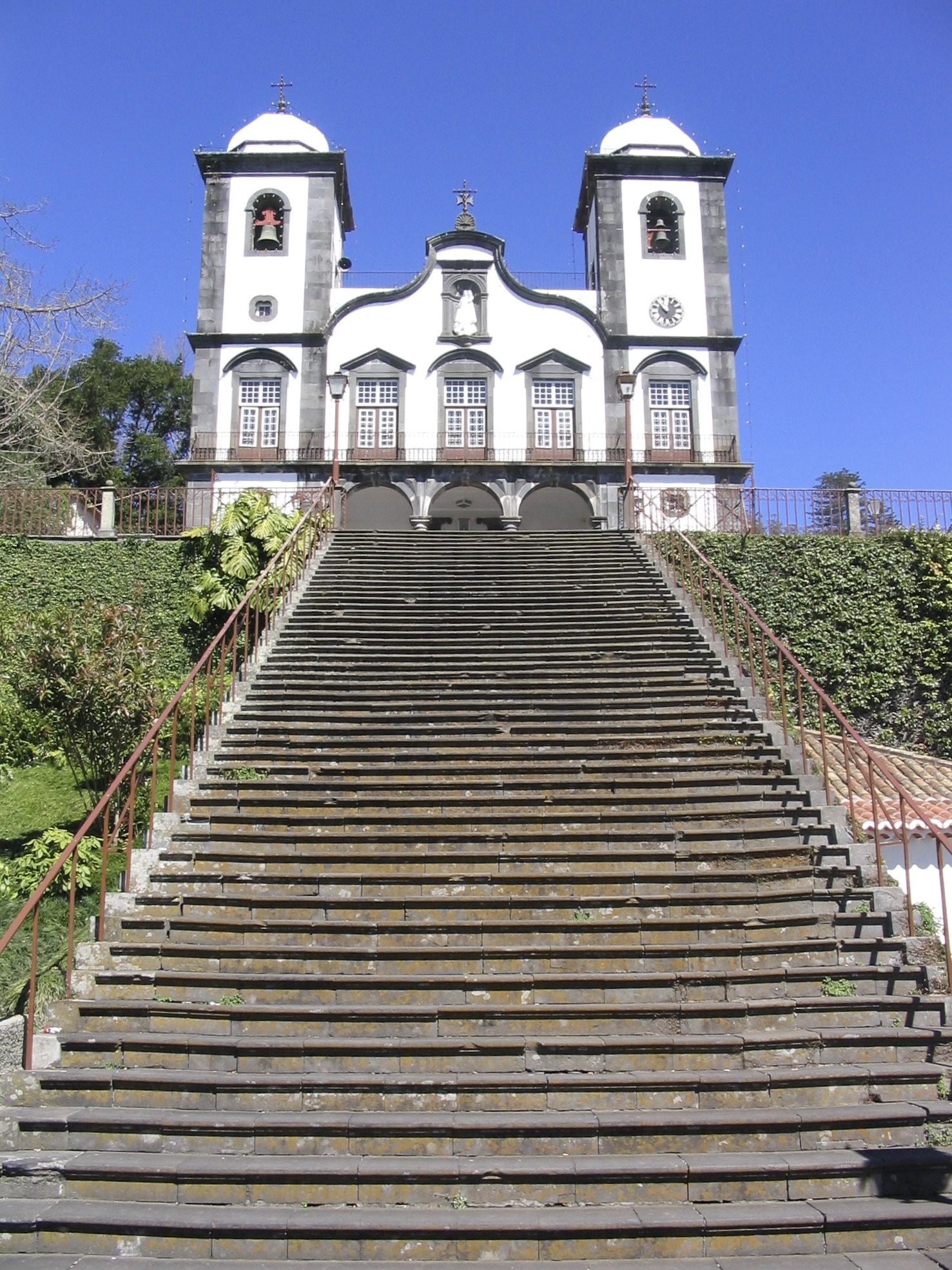
L'église Nossa Senhora do Monte
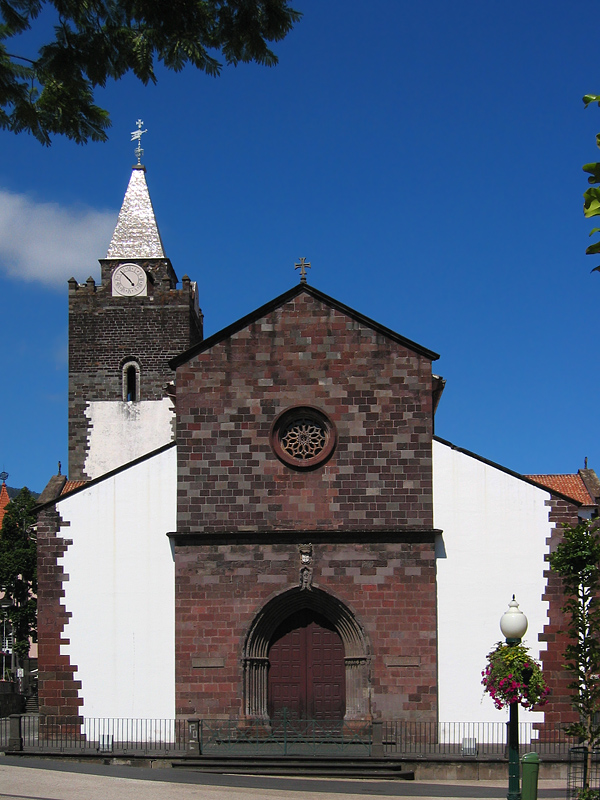
La cathédrale de Funchal
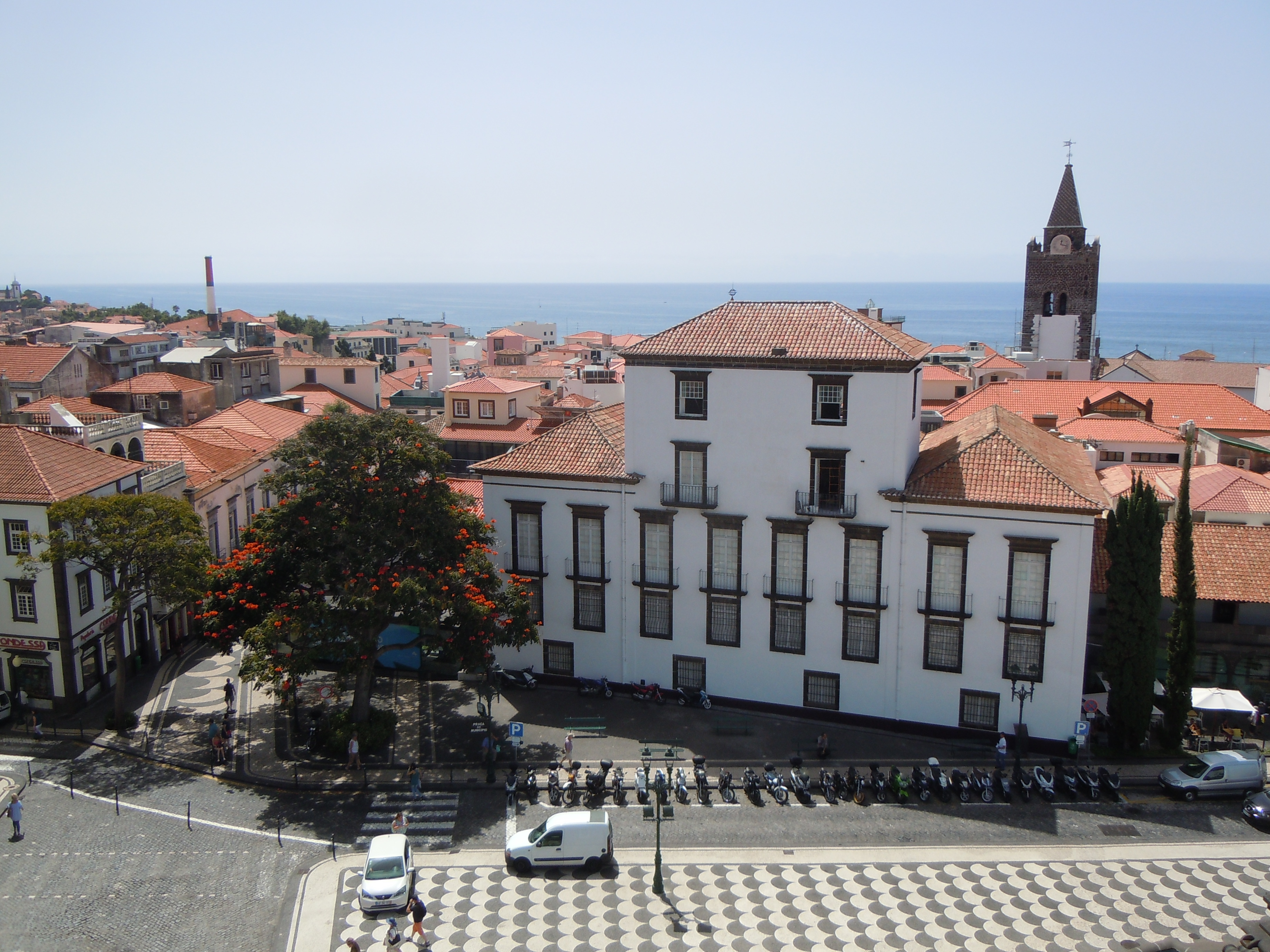
Le Musée d'Art Sacré, Praça du Municipio.
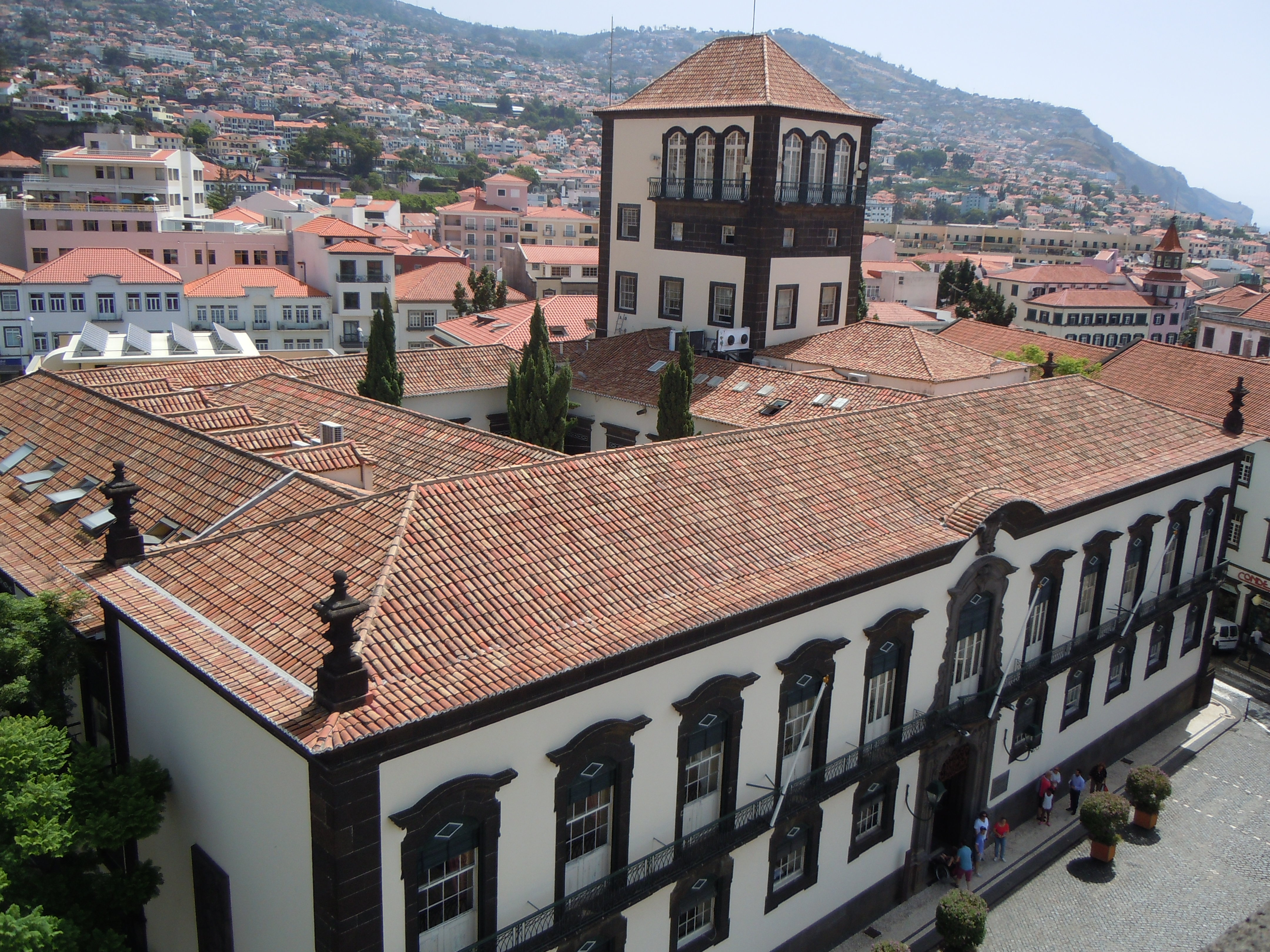
L'hôtel de ville.
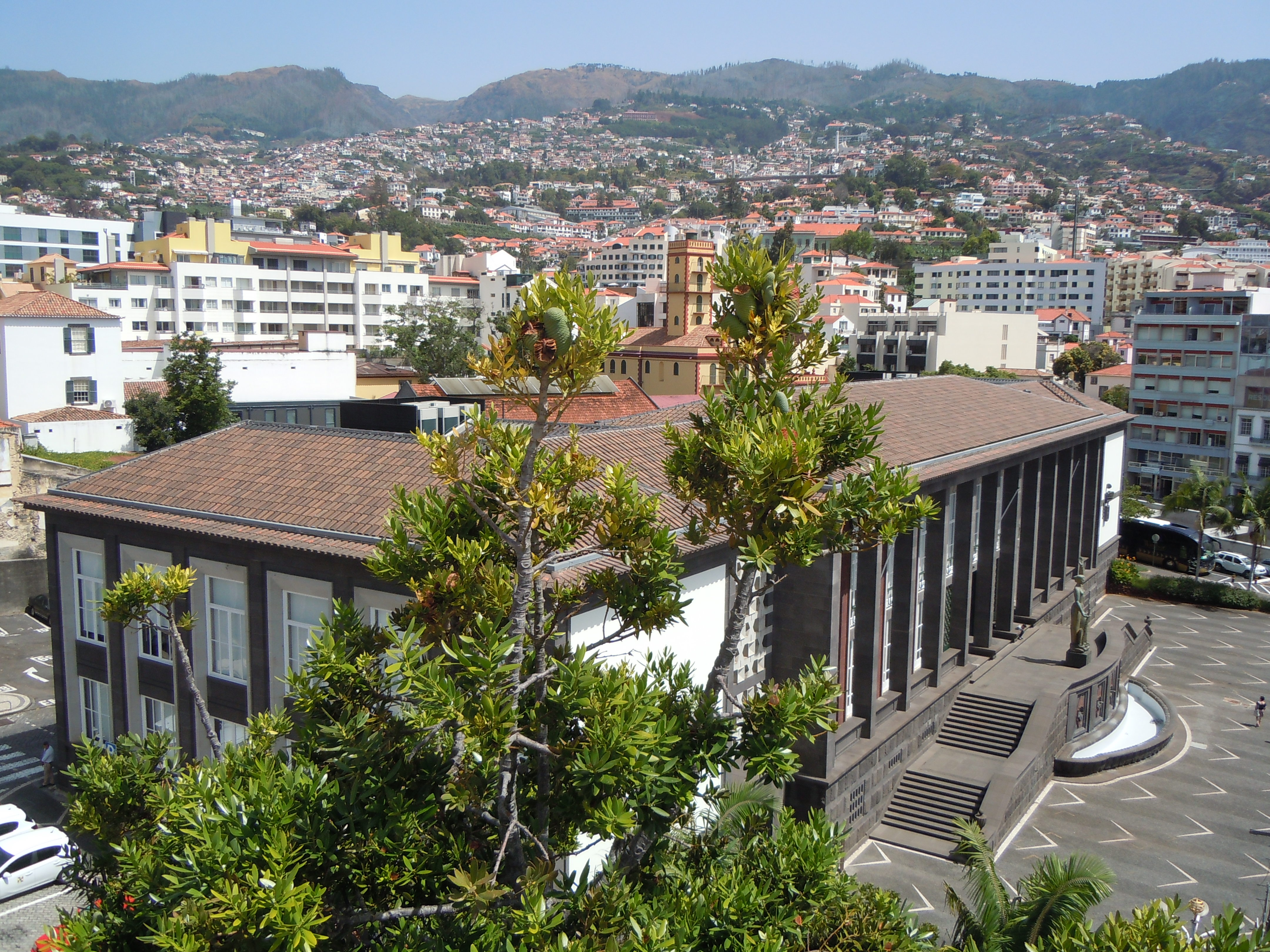
Le palais de justice.
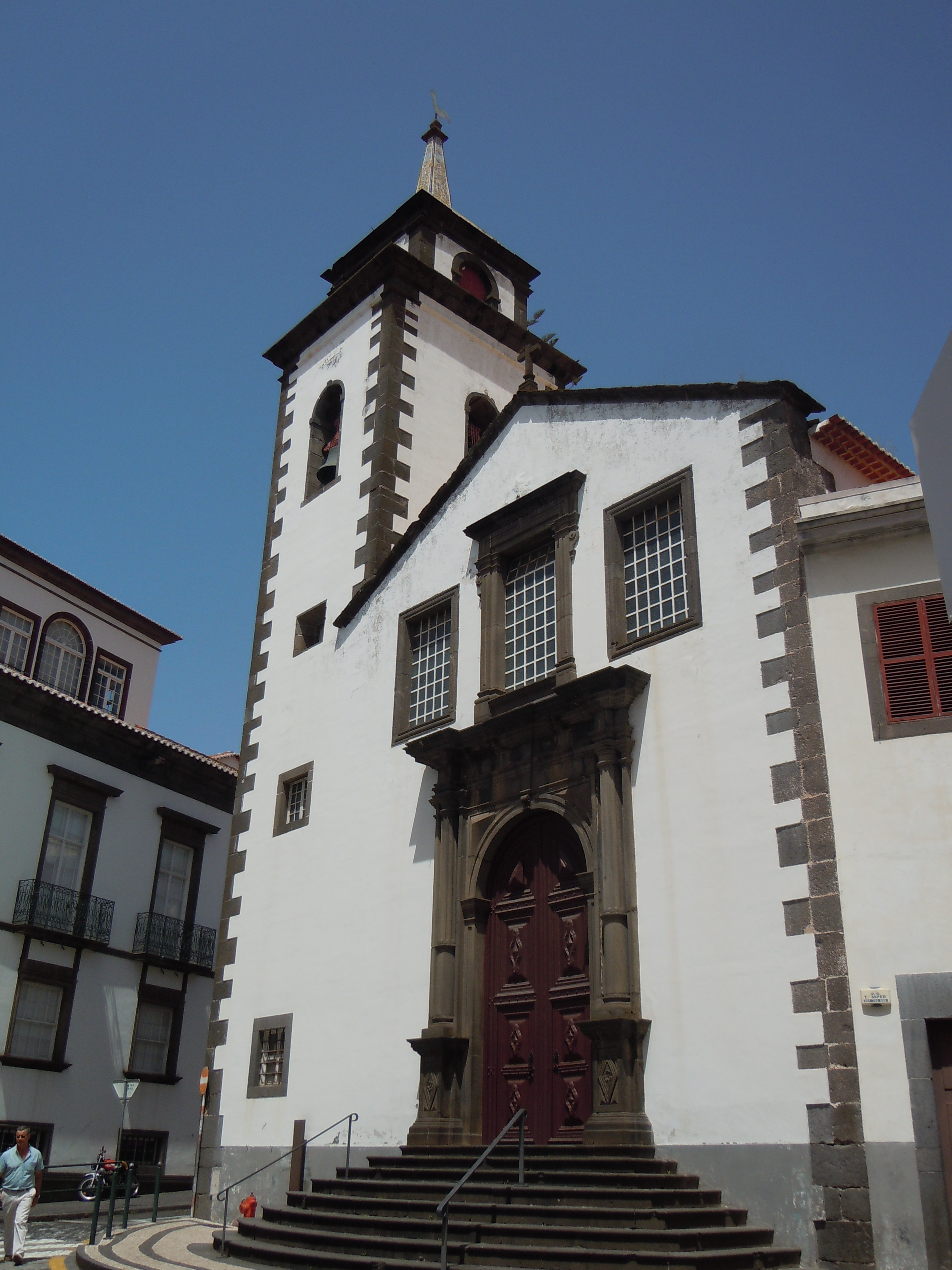
Église São Pedro
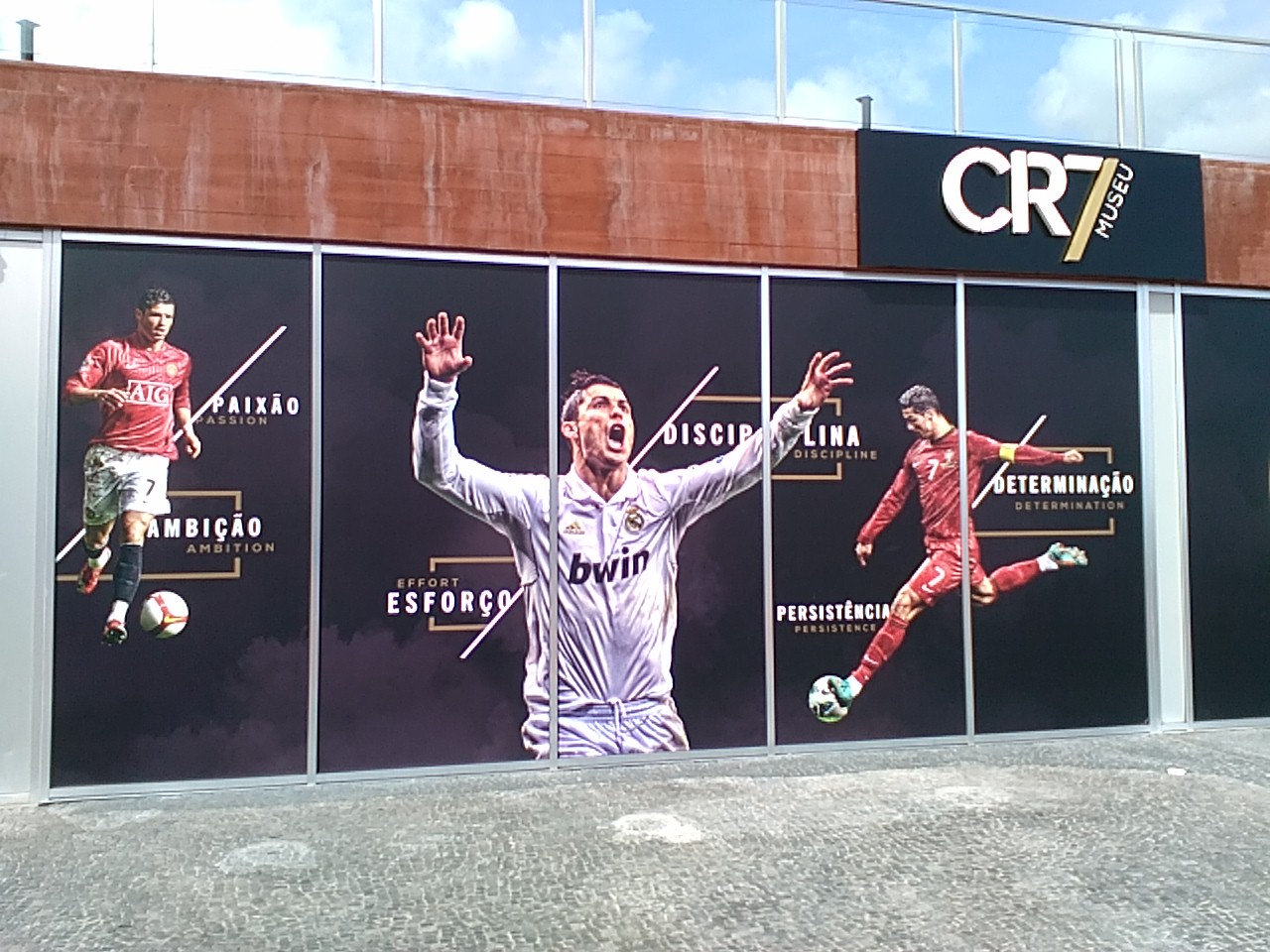
Musée Cristiano Ronaldo

## Jumelage
La ville de Funchal est jumelée avec :
- Oakland (États-Unis)
- Honolulu (États-Unis) depuis 1979
- Livingstone (Zambie) depuis 1980
- New Bedford (États-Unis) depuis 1984
- Maui (États-Unis) depuis 1985
- Le Cap (Afrique du Sud) depuis 1987
- Santos (Brésil) depuis 1988
- Herzliya (Israël) depuis 1991
- Conseil de Marrickville (Australie) depuis 1994
- Fremantle (Australie) depuis 1996
- Leichlingen (Allemagne) depuis 1996
- Praia (Cap-Vert) depuis 2003
- Saint-Hélier (Jersey) depuis 2008
- Gibraltar (Gibraltar) depuis 2009